# كايل باتلر
كايل باتلر (بالإنجليزية: Kyle Butler) هو لاعب كرة قدم جامايكي، ولد في 15 يناير 1998 في كينغستون في جامايكا. لعب مع SC Austria Lustenau ‏.

## وصلات خارجية
- كايل باتلر على موقع قاعدة بيانات كرة القدم.إي يو (الإنجليزية)
- كايل باتلر على موقع Soccerway.com (الإنجليزية)
- كايل باتلر على موقع عالم كرة القدم.نت (الإنجليزية)